# Монастырёв, Нестор Александрович
Не́стор Алекса́ндрович Монастырёв (28 ноября 1887, Москва — 13 февраля 1957, Табарка, Джендуба) — русский морской писатель и историк флота. Капитан 2-го ранга (1920).

## Биография
В 1909 году окончил  Московский университет. 1909 — юнкер флота. 1912 — Морской кадетский корпус (корабельный гардемарин, затем — мичман). 1914 — офицерский класс подводного плавания. Служил на минном заградителе «Великий Князь Алексей» и эскадренном миноносце «Жаркий».
В 1915 — минный офицер на подводной лодке «Краб» Бригады подводного плавания Черноморского флота..
3 декабря 1916 года произведён в лейтенанты, награждён Георгиевским оружием и золотым портсигаром. Старший офицер подводной лодки «Кашалот», с марта 1917 — старший офицер подводной лодки «Буревестник».
С сентября 1917 года — командир подводной лодки «Скат». В Вооружённых силах Юга России и Русской Армии до эвакуации Крыма. С апреля 1919 — минный офицер подводной лодки «Тюлень», с конца мая 1919 — командир подводной лодки «Утка».
Октябрь 1920 — капитан 2-го ранга. На 25 марта 1921 — в составе Русской эскадры в Бизерте (Тунис), командир подводной лодки АГ-22, 1921- июль 1922 — командир подводной лодки «Утка».
Октябрь 1922 — декабрь 1922 — начальник дивизиона подводных лодок Русской эскадры в Бизерте..
В 1921—1923 годах — основатель и редактор «Бизертинского морского сборника», выпустив 26 номеров журнала. Служил на кораблях Русской эскадры в Бизерте до дня последнего спуска Андреевского флага на них в октябре 1924 года. Остался жить в городе Табарке в Тунисе. Морской писатель, автор 10 книг и большого количества публикаций по истории русского флота, член Исторической комиссии Общества бывших русских морских офицеров в Америке.
Собранный Н. А. Монастырёвым огромный архив исторических документов после его кончины передан Американо-русскому историко-просветительскому и благотворительному обществу «Родина» (г. Лейквуд, штат Нью-Джерси, США). Оттуда в 1994, 1996 и 1998 годах он был передан в дар России.

## Семья
Родители: отец — Александр Николаевич Монастырёв (присяжный поверенный округа Московской судебной палаты), мать — Марья Андреевна Монастырёва. Дед — Николай Монастырёв, священник Вологодской губернии. Его родной брат, Сократ Монастырёв, совершил перелёт в 1922 году по маршруту Москва-Баку на самолёте «Илья Муромец».
Жена — Монастырёва Людмила Сергеевна (15 октября 1891 (Москва) — 25 сентября 1957 (Табарка, Тунис)), урождённая Енишерлова, врач, прикомандированный к Морскому ведомству, в Севастопольском морском госпитале. В Вооружённых силах Юга России и Русской Армии до эвакуации Крыма. На 25 марта 1921 — в составе Русской эскадры в Бизерте (Тунис).

## Награды
- Георгиевское оружие (ВП от 1916 г.)

## Сочинения
- Записки морского офицера. Бизерта, 1928.
- Monasterev, N. Dans la Mer Noire, 1912-1924 (transl. by VJ Perceau). Paris: Payot, 1928. 247 pp.  («В Чёрном море 1912—1920»)
- Vom Untergang der Zarenflotte. Berlin, Mittler, 1930. («На службе императорскому флоту»)
- Histoire de la Marine russe. Paris, 1932.  («История русского флота.») (Совместно с С.К. Терещенко)
- Sus trois mers. Tunis, E.Saliba & Cie, 1932. («На трёх морях»).
- La navire sous-marin. Paris, Nouvelles editions latines, 1935. («Подводный корабль»).
- Groumant: le Spitzberg inconnu, a bord du "Foucault" en 1935. 75 p. 1937. («Грумант, неизвестный Шпицберген»).
- Статьи в «Морском сборнике».
- Одиссея Российского Императорского флота (не опубликовано)
- Северные витязи (не опубликовано)
- Воспоминания Н. А. Монастырева из неопубликованных рукописей. // Военно-исторический журнал. — 2007. — №№ 5, 8, 9.; 2008. — № 4.